# Cezar Washington Alves Portela
Cezar Washington Alves Portela (16 de noviembre de 1986) es un futbolista brasileño que se desempeña como centrocampista.
Jugó para clubes como el Canoas, São José, Brasil, Nagoya Grampus y Renofa Yamaguchi FC.

## Trayectoria

### Clubes
| Club                | País   | Año         |
| ------------------- | ------ | ----------- |
| Canoas              | Brasil | 2011        |
| São José            | Brasil | 2012        |
| Brasil              | Brasil | 2012 - 2016 |
| Nagoya Grampus      | Japón  | 2017 - 2018 |
| Renofa Yamaguchi FC | Japón  | 2018 -      |